# She's A Lady
She's A Lady (Ella es una dama) es el tercer sencillo del álbum debut de Blue System, Walking On A Rainbow. Es publicado en 1988 por Hanseatic M.V. y distribuido por BMG. La letra, música, arreglos y producción pertenecen a Dieter Bohlen. La coproducción estuvo a cargo de Luis Rodríguez. No entró al chart alemán, pero sorprendentemente alcanzó la posición 14 del chart español.

## Sencillos
7" Single Hansa 	1988
1. She's A Lady 3:48
2. Voodoo Nights 3:23

12" Maxi Hansa 	1988
1. She's A Lady 4:59
2. Voodoo Nights 3:30
3. G.T.O. 3:28

## Charts
| Chart (1988) | Máxima posición |
| ------------ | --------------- |
| España       | 14              |

## Otras versiones
En 1988 el cantante escocés Les McKeown grabó una versión de "She's a Lady" que incluyó en el sencillo "Love Is Just A Breath Away". Más tarde publicó un sencillo en 7 y 12" que incluýó solamente la canción "She's a Lady". Finalmente una versión de 4:22 minutos de la canción se incluyó en un álbum publicado en 1989 bajo el nombre "It's A Game". Tanto los sencillos como el álbum fueron producidos por Dieter Bohlen.

### Sencillos
7" Single Hansa 109 826, 1988
1. She's A Lady 3:43
2. She's A Lady (Instrumental) 4:01

12" Single, Hansa 609 826, febrero de 1988
1. She's A Lady (Scotch Long Version) 4:24
2. She's A Lady (Instrumental) 4:01